# Kovačevića potok
Kovačevića potok je lijeva pritoka u gornjem toku Vrbanje, između Kruševa Brda (uzvodno) i Šipraga (nizvodno), u općini Kotor-Varoš, Bosna i Hercegovina. Dug je oko tri km.
Nekoliko njegovih sastavnih potočića izviru u kompleksu uzvisina Guzovina – Vis (1003 m), zapadno od sela Kovačevići: Tocil na 1000 m n/v, Duboki potok na 900 m n/v i bezimeni potok na 940 m n/v. Najprije se spajaju Tocil i Duboki potok, a zatim se taj vodotok spaja s bezimenim potokom između Durakovića i Kovačeviča na nadmorskoj visini od 672 m. Od sastavaka, dalje Kovačevića potok teče na istok i ulijeva se u Vrbanju ispod mosta na cesti R-440: Šiprage – Kruševo Brdo
Od sliva Čudnića na jugu, razdvaja ga Arapov brijeg. Na ovom potoki, 1960-ih godina bilo je pet vodenica

## Također pogledajte
- Vrbanja
- Čudnić
- Prisočka
- Šiprage
- Kruševo Brdo